# Лимномедузы

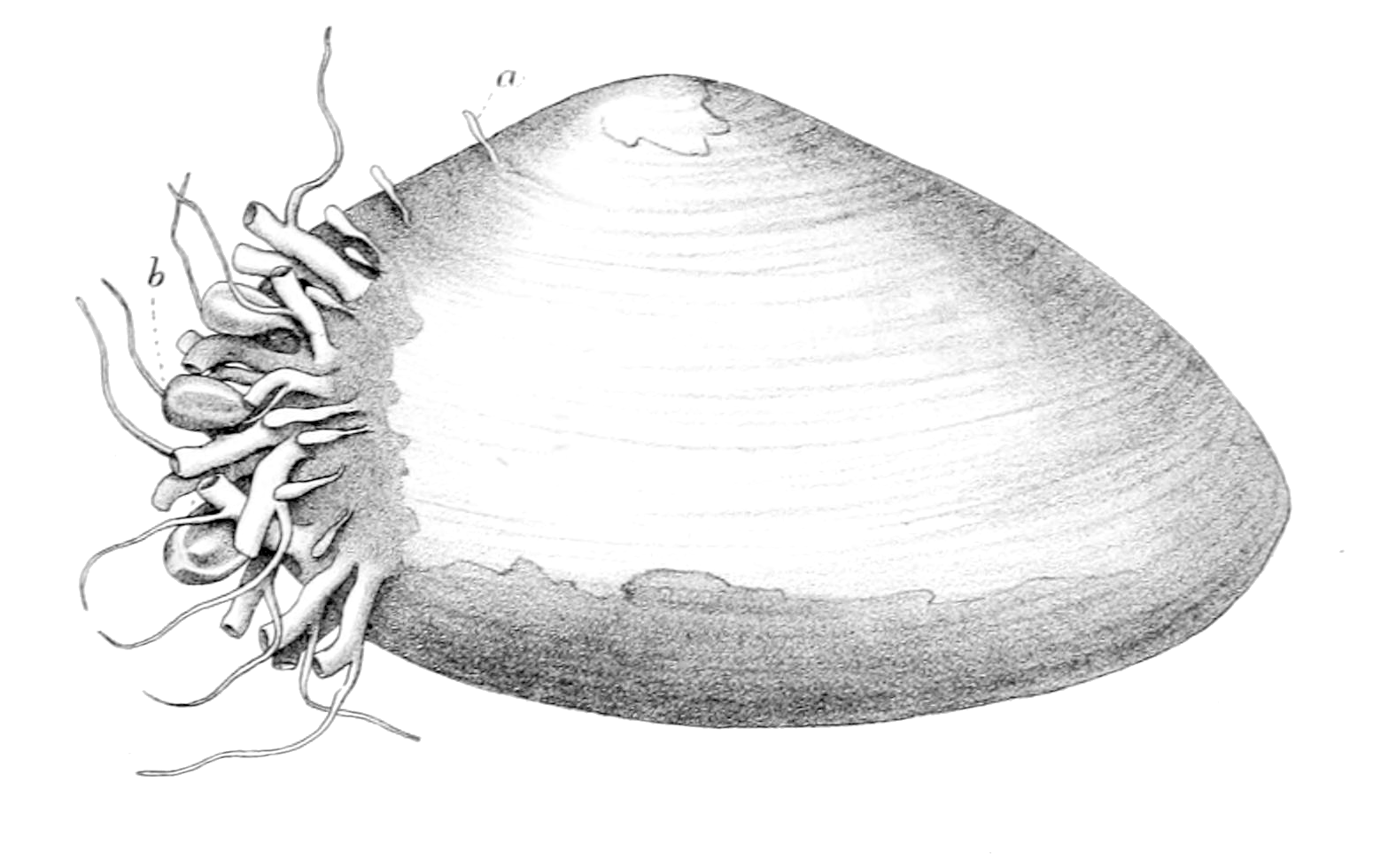
Колония Monobrachium parasitum на раковине двустворчатого моллюска Macoma calcarea.

Лимномеду́зы (лат. Limnomedusae) — отряд стрекающих из класса гидроидных (Hydrozoa). В настоящее время к отряду относят около 45 видов, объединяемых в четыре семейства. Большинство представителей принадлежат к семейству Olindiidae.

## Таксономия
Лимномедузы — группа со сложной таксономической историей. Выделивший этот таксон датский зоолог Пауль Крамп включал в его состав три семейства, представители которых обладают чередованием поколений полипов и медуз и на стадии полипов лишены теки. Более поздние исследователи, основываясь на других признаках, таких как строение стрекательных клеток, исключили из лимномедуз два семейства (Moerisiidae и Proboscidactylidae). От первоначального состава, таким образом, сохранилось лишь одно семейство — Olindiidae. В то же время, в отряд включили три новых семейства с относительно небольшим числом видов: Armorhydridae, Microhydrulidae и Monobrachiidae. Однако и в этом варианте монофилия лимномедуз остаётся предметом сомнений, ввиду отсутствия явных синапоморфных признаков.

### Armorhydridae
Включают единственный вид — Armorhydra janowiczi. На стадии медузы населяют толщу крупнозернистого осадка, обитая в интерстициали (пространстве между частицами грунта). В отличие от других лимномедуз, лишены радиальных каналов кишечника, статоцистов и других органов чувств. Другая их особенность — полые щупальца (в них заходят выросты кишечника). Основания для включения этих организмов в состав лимномедуз представляются неясными, поскольку они не обладают ни одной предполагаемой синапоморфией этого отряда.

### Microhydrulidae
До недавнего времени к Microhydrulidae относили три вида, представители которых были известны по миниатюрным лишенным щупалец полипам, ведущим одиночный образ жизни. В 2010 году благодаря использованию методов молекулярной биологии было выявлено, что полипы Microhydrula limopsicola, в действительности, не принадлежат к классу гидроидных, а представляют собой ранние стадии развития ставромедуз Haliclystus antarcticus. Хотя прямые доказательства подобного в отношении двух других видов (Microhydrula pontica и Rhaptapagis cantacuzenei) пока отсутствуют, морфологическое сходство их с Microhydrula limopsicola и обитание совместно с некоторыми видами ставромедуз ставят под сомнение валидность данного семейства.

## Палеонтология
Древнейшая ископаемая лимномедуза, Progonionemus vogesiacus, найдена в триасовых отложениях Франции. 